# Огляд флоту

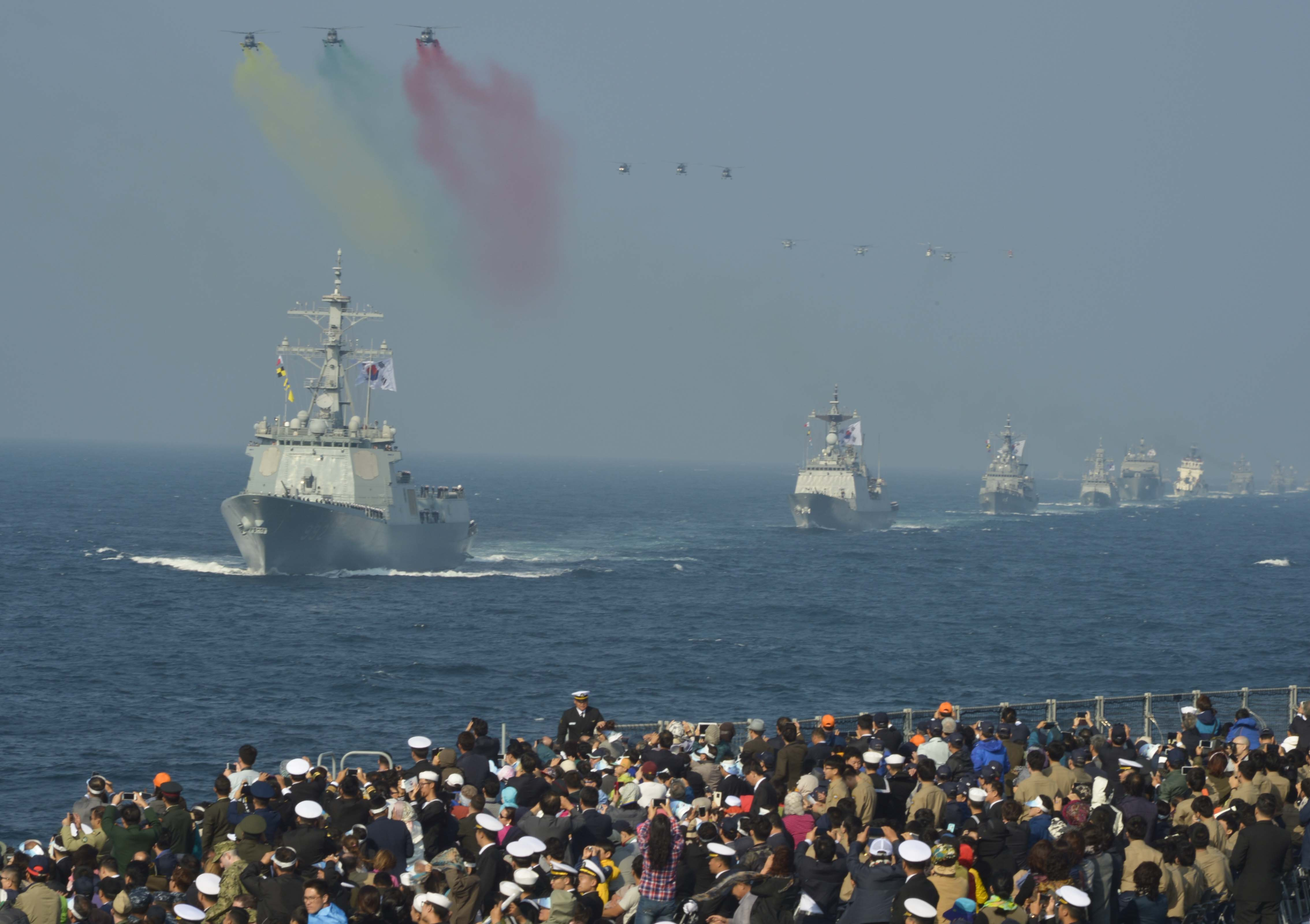
Натовп зібрався аби спостерігати за оглядом флоту ВМС Республіки Корея, проведений 2015 р. на честь 70-ї річниці їх створення.

Огляд флоту або військово-морський парад — це урочистий прохід кораблів певної держави або кількох держав перед  главою держави та/або іншими офіційними цивільними та військовими особами. Низка держав продовжує проводити огляди флоту.